# フリードリヒ・ヴィルヘルム1世 (シュレースヴィヒ＝ホルシュタイン＝ゾンダーブルク＝ベック公)
フリードリヒ・ヴィルヘルム1世（Friedrich Wilhelm I. von Schleswig-Holstein-Sonderburg-Beck, 1682年5月2日 - 1719年6月26日）は、シュレースヴィヒ＝ホルシュタイン＝ゾンダーブルク＝ベック家の第3代公爵（在位：1689年 - 1719年）。

## 生涯
シュレースヴィヒ＝ホルシュタイン＝ゾンダーブルク＝ベック公アウグストと、その妻でシャウムブルク＝リッペ伯フィリップ1世の娘であるヘートヴィヒ・ルイーゼの間の長男。一族の所領の属するブランデンブルク＝プロイセンの軍隊の陸軍中佐となった。1702年ブランデンブルク＝シュヴェート公子アルブレヒト・フリードリヒの幕僚となり、1706年6月陸軍大佐に昇進。同年、神聖ローマ皇帝（ハプスブルク帝国）の軍隊に移り、陸軍元帥となると同時に、カトリックに改宗した。この後、同名の従弟フリードリヒ・ヴィルヘルム2世にハウス・ベック荘園を売却している。1719年、フランカヴィッラの戦いで戦死した。

## 子女
1708年2月8日、バイエルン選帝侯領の将軍アントン・エマヌエル・イスナルディ・ディ・カステッロ・ディ・サンフレ伯爵の娘マリー・アントーニエ（1682年 - 1762年）と結婚し、間に2人の娘が成育した。
- マリア・アンナ・レオポルディーナ（1717年 - 1789年） - 1736年ポルトガル王室近衛隊長マヌエル・デ・ソウザ・イ・カリャリスと結婚
  - アレシャンドレ・デ・ソウザ・ホルステイン（1751年 - 1803年） - サンフレ伯爵、デンマーク駐在ポルトガル大使
    - ペドロ・デ・ソウザ・ホルステイン（1781年 - 1850年） - パルメラ公爵、ポルトガル首相
- ヨハンナ・アマーリア（1719年 - 1774年） - 1740年オーストリア宮廷首席建築家マヌエル・デ・シルヴァ＝タロウカ（ドイツ語版）伯爵と結婚